# Ministerstvo financí České republiky
Ministerstvo financí je ústředním orgánem státní správy pro státní rozpočet republiky, státní závěrečný účet republiky, státní pokladnu České republiky, finanční trh s výjimkou dozoru nad kapitálovým trhem v rozsahu působnosti Komise pro cenné papíry, daně, poplatky a clo, finanční hospodaření, finanční kontrolu, účetnictví, audit a daňové poradenství, věci devizové včetně pohledávek a závazků státu vůči zahraničí, ochranu zahraničních investic, pro tomboly, loterie a jiné podobné hry, hospodaření s majetkem státu, privatizaci majetku státu, pro věci pojišťoven, penzijních fondů, ceny a pro činnost zaměřenou proti legalizaci výnosů z trestné činnosti, posuzuje dovoz subvencovaných výrobků a přijímá opatření na ochranu proti dovozu těchto výrobků.
Ministerstvo financí je zřízeno zákonem č. 2/1969 Sb. Ministrem financí je od 17. prosince 2021 Zbyněk Stanjura (ODS).

## Organizace v rezortu
- Finanční analytický úřad
- Finanční správa České republiky
- Generální ředitelství cel Celní správy České republiky
- Kancelář finančního arbitra
- Státní pokladna Centrum sdílených služeb
- Státní tiskárna cenin
- Úřad pro zastupování státu ve věcech majetkových